# Perconia crassesignata
Perconia crassesignata är en fjärilsart som beskrevs av Barend J. Lempke 1952. Perconia crassesignata ingår i släktet Perconia och familjen mätare. Inga underarter finns listade i Catalogue of Life.